# Alpheus heterochaelis
Espèce
Alpheus heterochaelis est une espèce de crevettes marines de la famille des Alpheidae, dont la technique de chasse est celle des crevettes-pistolet.

## Dénomination

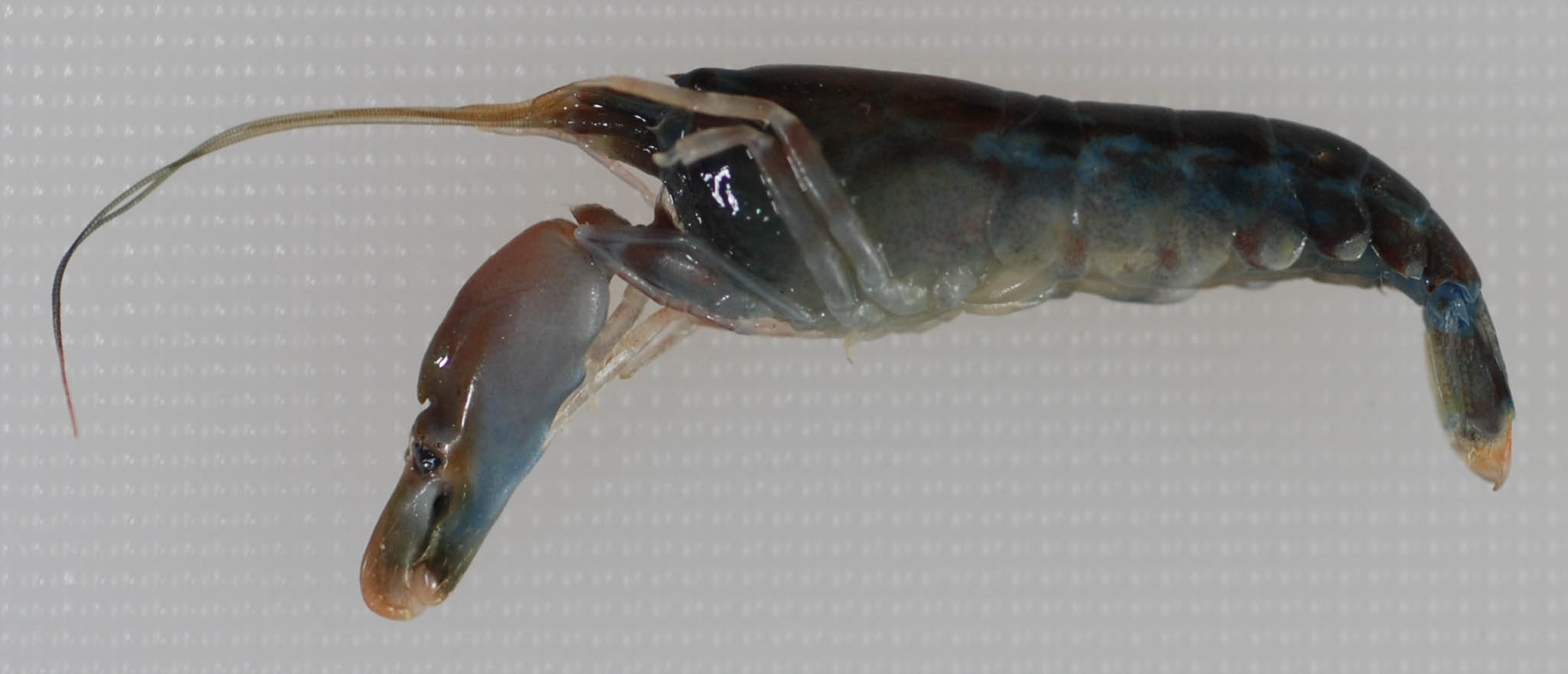
Spécimen de couleur bleu foncé

Généralement présenté comme appartenant à la « famille » des crevettes-pistolet, appellation vulgaire qui regroupe plusieurs taxons, Alpheus heterochaelis est également dénommé cardon grandes pinces ( bigclaw snapping shrimp en anglais), du fait de sa pince proéminente.

## Habitat
Alpheus heterochaelis est une crevette à grosses pinces vivant dans les eaux de l'océan Atlantique ou du golfe du Mexique,. Il vit près du fond marin dans les eaux peu profondes favorisant les récifs, les prairies marines, les marais salés et les zones boueuses.
Elle se trouve plus précisément le long de la côte médio-atlantique des États-Unis, depuis les Outer Banks de Caroline du Nord jusqu'au sud de la Floride,. Son aire de répartition s'étendrait de la partie inférieure de la baie de Chesapeake au comté d'Aransas, au Texas, au Suriname, aux Caraïbes et à Sao Paulo, au Brésil. Mais dans une réévaluation des habitats des Alpheus, Christoffersen (1984) a déclaré que les spécimens identifiés comme A. heterochaelis présents dans le nord du golfe du Mexique sont en fait A. estuariensis. Des études électrophorétiques ont révélé la présence de deux espèces dans le nord du golfe du Mexique. Une des espèces était A. heterochaelis, l'autre était Alpheus angulatus.
Parmi la diversité des espèces microbenthiques enregistrées dans certains secteurs côtiers de Mumbai et de ses environs. Alpheus euphrosyne, Alpheus heterochaelis et une espèce de balane (Balanus amphitrite) ont été trouvées dans et sur les rochers et les roches du rivage de Marine Drive.
Une grande partie de la population des crevettes à grandes pinces vit dans des eaux de mer chaude subtidales à une profondeur de 30 mètres. A. heterochaelis vit souvent enfouie sous les décombres de coraux ou parmi les amas d'huîtres des estrans. Elles se regroupent dans des milieux côtiers ainsi que dans des récifs où elles peuvent se terrer sous des rochers, des algues ou d’autres couvertures pour se protéger durant la journée. Elle se limite à des terriers et à des dépressions peu profondes sous les coquilles d'huîtres adjacentes à l'habitat des marais salés.
Ces crevettes possèdent une grande tolérance à des concentrations de sel variées, la salinité de leur habitat varie de mésohaline (5-18 ppt) à hyperhaline (>40 ppt).
Alpheus heterochaelis fait partie des crustacés dominants qui ont colonisé les récifs artificiels lors d’une étude de conception de récif qui maximise le nombre d'organismes abrités.

## Description physique
Les crevettes Alpheus heterochaelis sont généralement d'un vert translucide foncé avec des uropodes (appendices abdominaux des crustacés) aux extrémités orange et bleues. Le rostre est petit, le bord de la carapace est lisse et sans épines. La pince la plus grande est fortement entaillée sur les bords supérieur et inférieur et elle atteint une longueur presque la moitié de celle du corps. Les pinces du mâle sont plus grandes et plus larges que celles des femelles de taille égale (Nolan et Salmon 1970, Herberholz et Schmitz 1998).
Cette crevette à grandes pinces est une des plus grandes de toutes les crevettes de la famille des Alpheidae. La longueur moyenne des adultes mâles et femelles, du rostre à l’extrémité de la queue, varie de 3 à 5,5 cm. La seule différence morphologique entre les sexes est une pince légèrement plus grande pour le mâle par rapport à celle de la femelle,.
Le corps de la crevette est composé de 3 paires de pattes, 2 paires antennes et une paire de pinces.
Les deux paires d'antennes sont composées d’antennules courtes (premières antennes) et des antennes postérieures ou latérales à celles-ci (secondes antennes) qui sont souvent beaucoup plus longues.
La paire de pinces comporte une pince modifiée et une pince non modifiée. La pince modifiée n’apparait que chez les crevettes adultes.
La pince modifiée est le trait le plus spécifique chez les crevettes pistolets. Elle ressemble à un gant de boxe vert tacheté et peut atteindre la moitié de la taille de la crevette. En ouvrant sa pince et en coinçant la plus petite partie de la pince, elle est capable de « tirer » en claquant les deux parties de la pince ensemble. Cette pince modifiée est composée de 2 parties; la partie fixe s'appelle « propus » et la partie mobile, le « dactyle »,,.
La fermeture de leurs pinces est si rapide qu'elles forment des bulles de vapeur d'eau par cavitation. Lorsque les bulles de cavitation s’effondrent, elles libèrent de l'énergie sous forme de lumière, de son et d'onde de choc. Elles utilisent cette faculté pour se protéger, chasser ou communiquer.
Ces crevettes possèdent aussi des capuchons orbitaux qui sont des extensions de leur carapace qui recouvrent leurs yeux. La surface de ces capuchons peut devenir plus aérophobe en utilisant des « anti-reflective nipple arrays » similaires à ceux utilisés par les invertébrés terrestres comme surfaces anti-reflets. Cela à pour effet de protéger les yeux des crevettes des ondes produites par les bulles de cavitation lorsque celles-ci communiquent entre elles ou lorsqu’elles s’affrontent,.

## Biologie
Elle est connue pour ses intenses claquements de pinces qui vont jusqu'à provoquer des ondes de choc, étourdissant les proies, les rivaux alentour et les prédateurs. Ses yeux présentent également des caractéristiques très originales dans le monde animal.
Dans la revue scientifique Biology Letters (en) publiée par la Royal Society, des chercheurs de l'université de Columbia aux États-Unis ont mesuré les impulsions électriques produites par l'œil de cette crevette alors que celui-ci était soumis à une lumière clignotante. Ce crustacé peut parfaitement discerner une lumière qui clignote à une fréquence de 160 Hz et cela reste sans égal chez les animaux aquatiques.

### Développement
Le développement post-embryonnaire des crustacés décapodes est généralement caractérisé par le passage par plusieurs stades larvaires, avec de petits incréments de changement structurel (morphogenèse) à partir de la morphologie initiale et des augmentations concomitantes de taille (croissance), pour aboutir à une altération structurelle plus drastique (métamorphose), donnant une « postlarve » ou « mégalope » qui est plus proche de la forme adulte (Williamson, 1982). Chez les crustacés adultes, le stade qui suit une mue est simplement plus grand, mais chez les animaux en développement, le corps est modifié morphologiquement par rapport à la forme prémolte. L'ecdysis, c'est-à-dire la chute de l'ancienne cuticule, sépare un stade larvaire du stade précédent.
Alpheus heterochaelis présente un excellent « système » de développement qui peut être utilisé pour élucider le mode de contrôle des processus de développement. Le développement larvaire d'A. heterochaelis de la Caroline du Nord, décrit par Knowlton (1973), présente des caractéristiques uniques de développement, parmi lesquelles une phase larvaire abrégée comprenant seulement trois stades larvaires. Le temps de gestation après fécondation des œufs est de 28 jours. Après l’éclosion, les jeunes crevettes entament un cycle de métamorphose de trois stades larvaires. La période larvaire entière ne dure que 4-5 jours, le premier stade ne dure que 1 à 2 heures pendant lesquelles l'organisme grossit. Le deuxième stade larvaire dure 28 heures où se poursuit le développement des yeux et des appendices de la crevette. Les larves d'A. heterochaelis éclosent avec une grande quantité de vitellus et d'huile stockés qu'elles utilisent apparemment comme seule source d'énergie pendant toute la période larvaire. Ainsi, les variations de croissance résultant de différences dans la quantité de nourriture externe disponible ou de conditions de stress alimentaire sont éliminées. L'alimentation exogène ne commence pas avant le stade postlarvaire, lorsque les pièces buccales se transforment en organes d'alimentation fonctionnels. De plus, pendant la phase larvaire, ces animaux ne grandissent pas et la postlarve est en fait légèrement plus courte par rapport à la longueur du dernier (troisième) stade larvaire. Le troisième et dernier stade de développement larvaire dure environ 2 à 3 jours mais aucune information sur les détails du développement au cours du troisième stade larvaire n'a pu être trouvée,.
Une expérience a montré que l’ablation des pédoncules oculaires des larves de A. Heterochaelis a eu pour effet une augmentation de la taille du corps des crevettes. Celles qui ont subi l’ablation au deuxième stade (2 heures après l’éclosion) ont une taille moyenne de 5,76 cm par rapport à celles qui l’ont subi 70 heures après l’éclosion avec un taille moyenne de 4,97 cm.
L'ablation du pédoncule oculaire entraîne l'apparition de formes larvaires-postlarvaires intermédiaires et une diminution du temps entre les mues. Cette ablation entraîne également une augmentation proportionnellement plus importante de la taille à chaque ecdysis chez les adultes et chez les larves. Chez les stades ultérieurs des décapodes, il existe des preuves d'une corrélation entre le moment de l'ablation et l'expansion relative de la taille du corps.
Cette augmentation de taille est due à une altération de la régulation hydrominérale, entraînant un plus grand afflux d'eau lors de l'ecdysis, donc un plus grand étirement du tégument.

### Reproduction
Les crevettes à grandes pinces sont monogames et leur cycle de reproduction est directement lié au cycle de mue de la crevette femelle. Quelques heures après la mue, la femelle est sexuellement réceptive et envoie des signaux chimiques qui signalent l'ouverture de cette fenêtre d'accouplement.
Les femelles ne peuvent se reproduire que tous les 17 à 23 jours, ce qui correspond à leur mue, et ne sont réceptives que pendant quelques heures après l'ecdysis. Les mâles, par contre, peuvent s'accoupler plus souvent (Knowlton, 1978), ce qui entraîne un sex-ratio opérationnel biaisé par les mâles. Cela fait de la disponibilité des femelles un facteur limitant pour la reproduction. De plus, les femelles investissent plus de temps et d'efforts dans la reproduction que les mâles, car elles portent la ponte attachée à leurs pléopodes pendant environ deux semaines, jusqu'à l'éclosion des larves.
La crevette Alpheus heterochaelis partage habituellement son abri avec un congénère du sexe opposé. En laboratoire, les paires mâle-femelle restent ensemble pendant plusieurs semaines, et les données sur le terrain pour un congénère suggèrent qu'ils restent ensemble pendant des mois.

### Choix du partenaire
Le choix du partenaire respecte certains critères comme la capacité à défendre des ressources ou se défendre contre les intrus. Une expérience a montré que les femelles préféraient et se disputaient les mâles de tailles corporelles plus grandes car ils sont plus à même de défendre un abri contre d'autres congénères. Pour ce qui s’agit des mâles de plus petites tailles, il a été montré que les femelles ont tendance à s’accoupler plus fréquemment avec des petits mâles qui possèdent un abri que ceux qui n'en possèdent pas. Cependant, les mâles de grande taille expulsent plus facilement les mâles de petites tailles de leurs abris,.
Les différences de taille observées chez les crevettes appariées résultent d'une sélection naturelle. La grande taille de la pince modifiée du mâle par rapport à la taille du corps s'explique par une pression de sélection favorisant son accouplement avec des femelles plus grandes qui peuvent produire plus de descendants.

### Comportement
A. Heterochaelis est une espèce très territoriale et est souvent confronté à des intrusions. Cela même à des affrontements entre le mâle défenseur et l’intrus.
Les duels entre crevettes à grande pince commencent avec une phase de reconnaissance et d’identification de chaque individu. Dans le cas où ce face-à-face se fait entre deux mâles ou entre un mâle en défense appartenant à un couple mâle-femelle et une femelle intruse, l'une des crevettes deviendra la dominante et la crevette soumise se retirera. Si l’interaction se produit entre une crevette mâle et une crevette femelle non appariées, elles formeront souvent un couple monogame.
A.heterochaelis est capable de reconnaître sa dominance ou sa soumission face à un adversaire. Un ancien perdant ne se bat pas contre un ancien gagnant, mais s'échappe immédiatement après un contact. Cependant, si un ancien perdant rencontre un adversaire inexpérimenté, le perdant se bat contre lui.
Lors d’une étude, les grands animaux gagnaient plus fréquemment que les petits, et cet effet augmente avec les différences de taille relative. Il s'agit d'un résultat attendu puisque la capacité à infliger des dommages augmente avec la taille. Le claquement est un acte agressif. Puisque les gagnants accomplissent plus d'actes agressifs que les perdants, on s'attend à ce que les gagnants fassent preuve de plus d'agressivité que les perdants.

### Prédation
Les crevettes à grande pince sont la proie de nombreux poissons de plus grande taille, notamment le poisson Cynoscion regalis et le tambour rouge Sciaenops ocellatus. La taille plus grande de ces poissons rend inefficace la capacité de la crevette à étourdir les organismes en tirant avec sa pince modifiée.
Hughes (1995, 1996) a montré qu'il existe une corrélation positive entre la taille des pinces et le fait de gagner une rencontre agonistique.

## La pince «pistolet»
La pince de l’Alpheus heterochaelis peut atteindre jusqu’à 2,8 cm de longueur, soit environ la moitié de sa taille corporelle.
Les mâles ont un rapport longueur de la pince modifiée/longueur totale du corps plus important que les femelles. Les femelles ont tendance à avoir un corps plus long et les mâles à avoir des griffes plus grandes. L'intensité du son produit par la grande pince est positivement corrélée à la taille de la griffe.
Des études cinématographiques révèlent que la grande pince se ferme dans un délai de 1,67 à 5,00 millisecondes pendant la production du claquement. Le jet d'eau qui s'ensuit se déplace à une vitesse d'environ 1,5 à 4,0 mm/sec et est dirigé vers un adversaire.
La crevette à grande pince produit un fort son de claquement par une fermeture extrêmement rapide de sa pince modifiée. Le bruit du claquement peut être entendu jour et nuit, avec des niveaux sonores pouvant atteindre 190 à 220 dB (crête à crête) à une distance de 1 m. Une étude a révélé l'origine des bruits émis par la crevette : les bulles de cavitation.
Cette étude sur la pince de la crevette Alpheus heterochaelis a vu le jour il y a quelques années, lorsque Barbara Schmitz, zoologiste à l'Université technique de Munich en Allemagne, filmait des crevettes dans son laboratoire et a remarqué le curieux flash d'une bulle sur certaines images. Lors d'une réunion en 1999, elle a contacté Detlef Lohse, qui étudie la dynamique des bulles. Ils ont décidé de collaborer.

### Expérience
Afin d'observer les bulles en action, les chercheurs de Twente, Michel Versluis et Anna von der Heydt, ont attaché sept crevettes sur une plate-forme à l'intérieur de l'aquarium du laboratoire de Schmitz. Ils ont ensuite placé une caméra à haute vitesse (40 000 images par seconde) au-dessus, ou parfois au-dessous, de l'aquarium et ont suspendu un hydrophone, ou microphone sous-marin, dans l'eau. À plusieurs reprises, les chercheurs ont chatouillé la pince de chaque crevette avec un pinceau, en enregistrant sa réaction, pour un total de 108 expériences.
À chaque fois, la pince de la crevette s'est refermée, suivie, des centaines de microsecondes plus tard, par l'effondrement bruyant d'une bulle dans le jet d'eau qui s'ensuivait. La vidéo montre une bulle d'air qui se forme entre la pince d'une crevette qui se referme et qui s'envole avec le jet d'eau avant que la pince ne se referme. Quelque 300 microsecondes plus tard, la bulle gonfle jusqu'à environ 3 millimètres puis éclate, laissant un nuage de bulles plus petites qui se dissipent rapidement. Sur le plan audio, l'éclatement de la bulle, ou cavitation, émet invariablement un fort claquement. « Ce que nous entendons doit être le bruit des bulles», dit Schmitz. « Les enregistrements sont tout à fait convaincants".

### Fonctionnement
Avant de claquer, la pince s’ouvre en armant le dactyle dans une position de 100° grâce à la co-contraction d'un muscle ouvreur et d'un muscle rapprocheur, ce qui augmente la tension jusqu'à ce qu’un second muscle rapprocheur se contracte. La durée moyenne d'armement des griffes (générant une tension musculaire) avant le claquement est d'environ 500 ms. Il en résulte une fermeture extrêmement rapide de la pince en l’espace d’environ 750 microsecondes et un son court et très intense est produit lorsque les deux surfaces de la pince se heurtent,.
Les crevettes de l'étude ont fermé leurs pinces à des vitesses atteignant 108 kilomètres par heure, précise Lohse. Un jet d'eau à grande vitesse est formé lorsque le piston du dactyle est enfoncé dans la cavité du propus, déplaçant ainsi l'eau. Schein (1975) a évalué des vitesses de jet d'eau de 1,5 à 4 m/s et une largeur de jet d'eau de 20 à 700 à une distance de 0,5 à 3 cm de l'extrémité de la griffe du vivaneau dans une petite boîte de Petri en verre en utilisant une analyse de film de 100 images par seconde.
Le son que produit la crevette provient uniquement de l'effondrement d'une bulle de cavitation générée par le jet d'eau rapide résultant de la fermeture rapide de la pince. La vitesse du jet d'eau est si élevée que la pression correspondante tombe en dessous de la pression de vaporisation de l'eau. L'eau de mer contient de minuscules bulles d'air, appelées noyaux. Une telle microbulle, si elle est située entre le dactyle et le propus de la pince de la crevette, va grossir lorsqu'elle est entraînée dans la région de basse pression générée par le jet d'eau. Par la suite, il s'effondre violemment lorsque la pression remonte.
"Ces bulles sont minuscules, mais elles ont une énorme énergie», remarque Lohse, le physicien Detlef Lohse de l'Université de Twente aux Pays-Bas qui a étudié ce phénomène. Les crevettes sont peut-être les premiers animaux connus à créer de puissantes bulles de « cavitation», plus communément produites par les hélices des navires.

### Utilisation
Le jet d'eau est reçu et analysé par les poils sensoriels de la pince des crevettes congénères. Par conséquent, le « snapping » joue un rôle important dans la communication intraspécifique. Il peut (1) signaler la présence d'un congénère ; (2) identifier le genre ; (3) indiquer la taille et l'emplacement de l'animal qui claque.
En outre, le claquement n'est pas associé à la recherche de nourriture mais est plutôt utilisé pour défendre un abri ou un territoire et pour étourdir, voire tuer, des animaux proies tel que des vers et des poissons gobies, des crevettes et des petits crabes de vase,.
Le « claquement » à large bande de courte durée généré par leur pince modifiée est l'un des sons bioacoustiques les plus forts de l'environnement marin.
Une étude chez Alpheus heterochaelis a révélé que les individus isolés produisent des claquements en l'absence de provocation externe, et que le taux de claquement individuel est lié à la température, à l'heure du jour et au sexe,.
Ces dernières années, alors que la technologie et l'intérêt pour la surveillance acoustique passive des communautés marines se sont développés, il a été proposé que les sons des crevettes à grande pince puissent servir de mesure de la composition ou de la qualité de l'habitat, cependant, des relations cohérentes entre les crevettes à grande pince et les caractéristiques de l'habitat n'ont pas encore été fermement établies.
Durant la Seconde Guerre mondiale, la marine a lancé quelques-unes des premières études acoustiques sur les crevettes, dont le crépitement constant étouffait les sonars de détection des sous-marins.

## Rôle écologique
L’impact de l’Alpheus heterochaelis sur l’écosystème est encore incertain aujourd’hui.
Dans certaines zones où les prédateurs de la crevette sont présents, une symbiose se crée entre la crevette à grande pince et des poissons tel que le gobie. Pendant que le poisson profite des galeries créées par la crevette, l’A. heterochaelis profite des signaux tactiles du gobies l’informant de la présence de prédateurs. Il a été avancé que les crevettes à grande pince s'engagent dans ces partenariats parce que leur vision est altérée par leur capuchon orbital, une extension de leur carapace qui couvre leurs yeux.
La crevette A. Heterochaelis peut être parasitée par des isopodes Entoniscidés (Epicaridea). Ce sont des parasites internes qui vivent dans l'hémocoele de crustacés décapodes, tels que les vrais crabes, les bernard-l'ermite, et des crevettes alpheidae.
Alpheus heterochaelis participe également à une symbiose avec le crabe de boue à pinces noires (Panopeus herbstii), qui construit et entretient des terriers dans les marais salés des États du centre de l'Atlantique, aux États-Unis. Une étude a montré que 11% des terriers creusés par ce crabe abritaient des crevettes à grande pince et que le Panopeus consomme volontiers d'autres crustacés des marais (c'est-à-dire des crevettes grises et des crabes violonistes) mais il ne s'attaque pas aux crevettes à grande pince.

## Impact de l’homme
La production sonore des crevettes semble être influencée par les niveaux de pH. Une expérience soumettant les crevettes à des conditions futures élevées de CO2 a récemment été signalée comme diminuant le taux de claquement d'une Alpheidae, ce qui suggère que l'acidification des océans pourrait potentiellement entraîner des paysages sonores plus silencieux.